# Daniel Givone
Daniel Givone (* 1958 in der Normandie) ist ein französischer Gitarrist des Gypsy-Jazz.

## Leben und Wirken
Givone stammt aus einer Musikerfamilie; Vater und Großvater sind Akkordeonisten; sein Bruder arbeitete als Schlagzeuger für Jean-Jacques Goldman und Patricia Kaas. Mit zwölf Jahren trat er bereits öffentlich auf und begleitete als Gitarrist seinen Vater bei Tanzveranstaltungen in der Region Caen. Mit 14 Jahren studierte er auf dem örtlichen Konservatorium in der Klasse von Jacques Godin. Mit 18 Jahren verließ er das Konservatorium, um als Musiker in verschiedenen Genres zu arbeiten und spielte die Gitarre sowohl elektrisch als auch akustisch.
Nachdem er für zwei Jahre als Lehrer für Gitarre, Bass und Harmonie nach Paris gezogen war, kehrte er nach Caen zurück, um Swing und Gypsy-Jazz zu spielen. 1986 entstand ein gemeinsames Chansonalbum mit Charles Erick Labadille. 1994 zog er nach Nantes, wo ein Treffen mit May Bittel 1996 zur Gründung des Trio Givone führte. Das Ensemble bestand neben ihm aus seiner Frau Christine Givone an der Rhythmusgitarre und Jean-Claude Givone, seinem Bruder, am Bass. Mit dem Trio Givone nahm er seit 1998 mehrere Alben auf und gab international erste Konzerte, in Japan, der Schweiz, Island, Deutschland und Nepal. Seit 2006 leitet er sein eigenes Quartett (mit dem Gitarristen Anthony Muccio, Simon Mary am Bass und Mihaïl Trestian am Cimbalom), tritt aber auch als Solist mit anderen Ensembles auf.
Seit 2000 verfasste er in der Zeitschrift Guitar Part Artikel über Gypsy-Jazz; auch schrieb er die Lehrbücher La Guitare Manouche (veröffentlicht 2005 bei den Éditions JJ Rébillard) und Débutant Guitare Manouche (im selben Verlag 2010).

## Diskographische Hinweise
- Flamme Gitane, 1998
- Trio Givone En chemin, 2000
- Trio Givone Rencontres , 2003
- Gatito, 2006[3]
- Nouveau Départ, 2009
- Different Strings, 2014[4]
- Daniel Givone Quartet Vol au-dessus de Kathmandu, 2014[5]
- Daniel Givone & Swing of France Play Manouche Partie, 2017